# Kobarid

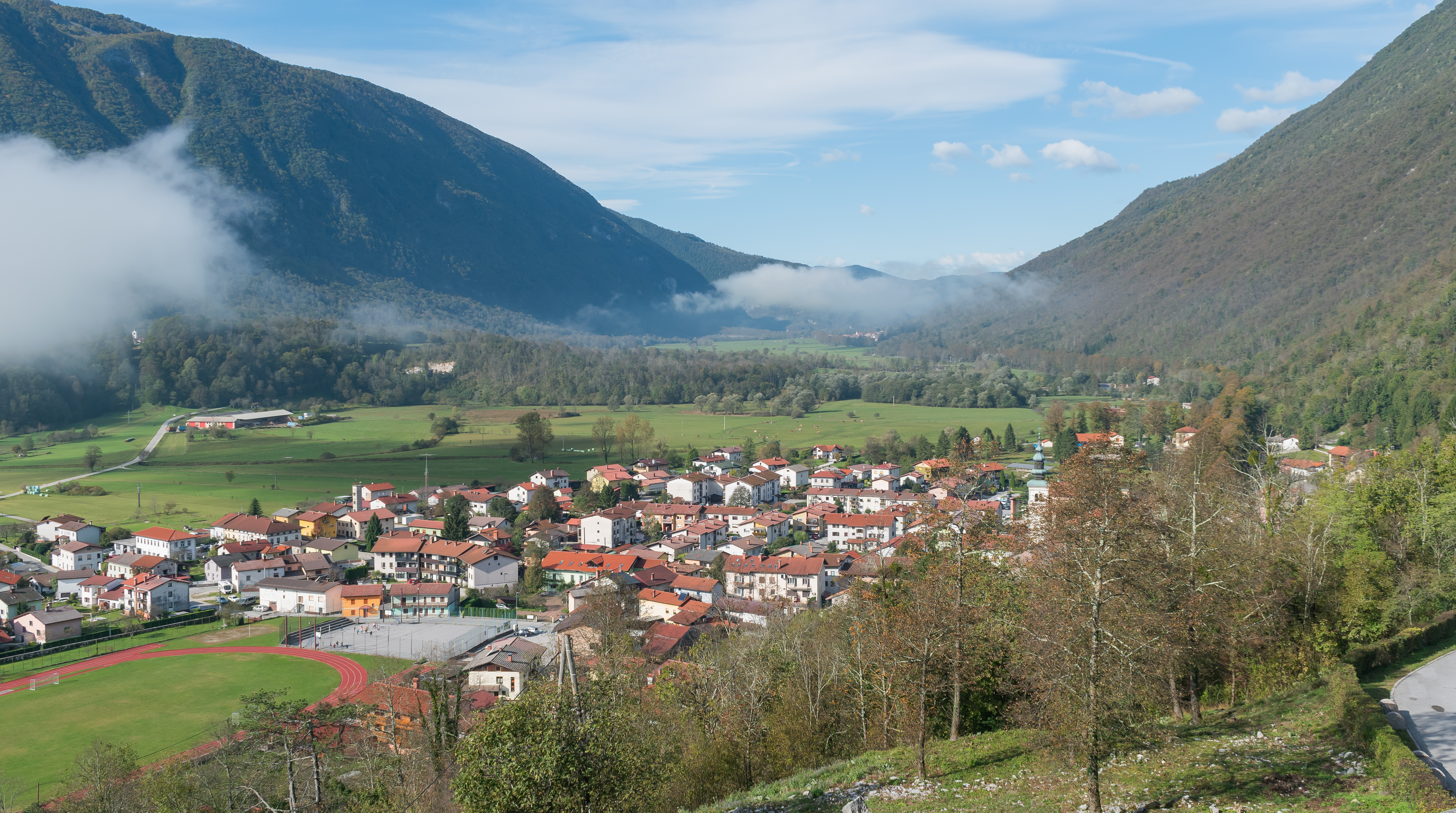
Blick auf Kobarid

Kobarid (deutsch Karfreit, italienisch Caporetto, friaulisch Cjaurêt) ist der Name des Hauptortes der Gemeinde Kobarid im  oberen Sočatal (italienisch: Valle dell'Isonzo) in Slowenien.

## Lage
Kobarid liegt am Schnittpunkt zweier Täler auf 234 Meter ü. M. Gegen Westen erstreckt sich das Tal der Nadiža mit dem Talschluss von Breginj, und gegen Südosten, in Richtung Tolmin (deutsch: Tolmein), öffnet sich das Tal der Soča (italienisch: Isonzo, deutsch: Sontig), das gegen Norden, in Richtung Bovec, Werschetzpass und Predilpass, von hohen Gipfeln der Julischen Alpen eingeengt wird.

## Geschichte
Während der Spätantike befand sich auf dem Tonovcov grad oberhalb der Stadt eine wichtige Höhensiedlung. 

### 20. Jahrhundert
Bekannt ist Kobarid vor allem als einer der Brennpunkte der Isonzoschlachten im Ersten Weltkrieg, insbesondere für die Schlacht von Karfreit (in den meisten Sprachen „Schlacht von Caporetto“). 1918 wurde der Ort von der italienischen Armee besetzt und kam durch den Vertrag von Saint-Germain 1920 ans Königreich Italien. 
Während des Zweiten Weltkriegs war Kobarid von September bis November 1943 unter der Kontrolle der Tito-Partisanen, ebenso wieder ab Mai 1945. Durch den Pariser Friedensvertrag 1946 kam Kobarid endgültig an Jugoslawien bzw. seit 1991/92 Slowenien.

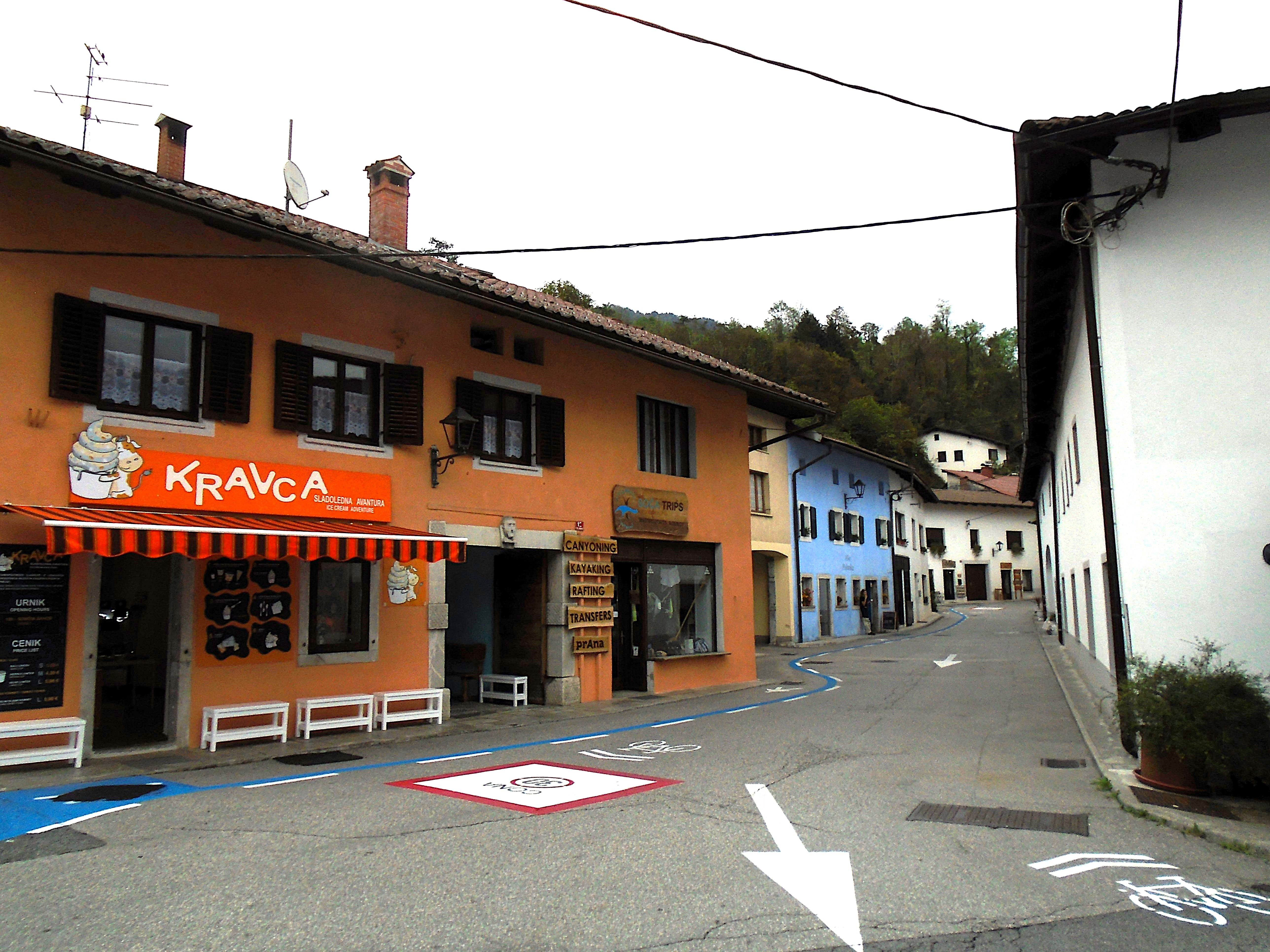
Ortsmitte

In Kobarid befand sich ein Massengrab aus dem Zweiten Weltkrieg. Das Massengrab auf dem  Friedhof (slowenisch: Grobišče na pokopališču) befand sich auf dem Stadtfriedhof, rechts vom Eingang, zwischen der ersten und zweiten Grabreihe. Es enthielt die Überreste von elf deutschen Soldaten, die im April 1945 in Kolovrat gefallen waren. Im Gegensatz zu den meisten Massengräbern in Slowenien wurden die Gräber während der kommunistischen Ära gut gepflegt. Die sterblichen Überreste wurden im Jahr 2000 exhumiert und in einem Gemeinschaftsgrab auf dem Žale-Friedhof in Ljubljana beigesetzt.